# 미니어처 분더란트
미니어처 분더란트(Miniatur Wunderland)는 독일 함부르크에 위치한 세계 최대의 철도모형 및 미니어처 공항 어트랙션이다. 철도는 슈파이허슈타트 이웃 지역에 위치해 있다. 2021년 12월 철도는 H0 스케일의 16,138미터의 트랙으로 구성되었으며 9개 부분으로 나뉘었다: 하르츠 산지 산맥, 가상의 크누핑겐(Knuffingen) 마을, 알프스산맥, 오스트리아, 함부르크, 미국, 스칸디나비아, 스위스, 함부르크 공항 복제물, 이탈리아, 남아메리카. 바닥면적은 7,000제곱미터이며 그 중 모델은 1,545 제곱미터를 차지한다.
이 전시장은 10,000개 객차를 갖춘 1,300개 열차, 100,000대 이상의 차량, 약 500,000개의 조명, 130,000개의 나무, 400,000명의 사람 피규어로 구성된다. 중앙아메리카, 카리브 제도, 아시아, 잉글랜드, 아프리카, 네덜란드를 위한 부분도 계획되어 있다.